# Paraje Grande
Paraje Grande es una localidad peruana ubicada en el distrito de Paimas, perteneciente a la provincia de Ayabaca del departamento de Piura, al norte del Perú. 

## Ubicación
Paraje Grande se ubica al oeste de la provincia de Ayabaca, en el distrito de Paimas, en el departamento de Piura.

## Demografía
En 2017 Paraje Grande tenía una población de 44 habitantes.
| Gráfica de evolución demográfica de Paraje Grande entre 1993 y 2017 |
|                                                                     |
| Fuentes: Población 1993 y 2017                                      |